# Museum Industriekultur (Wuppertal)

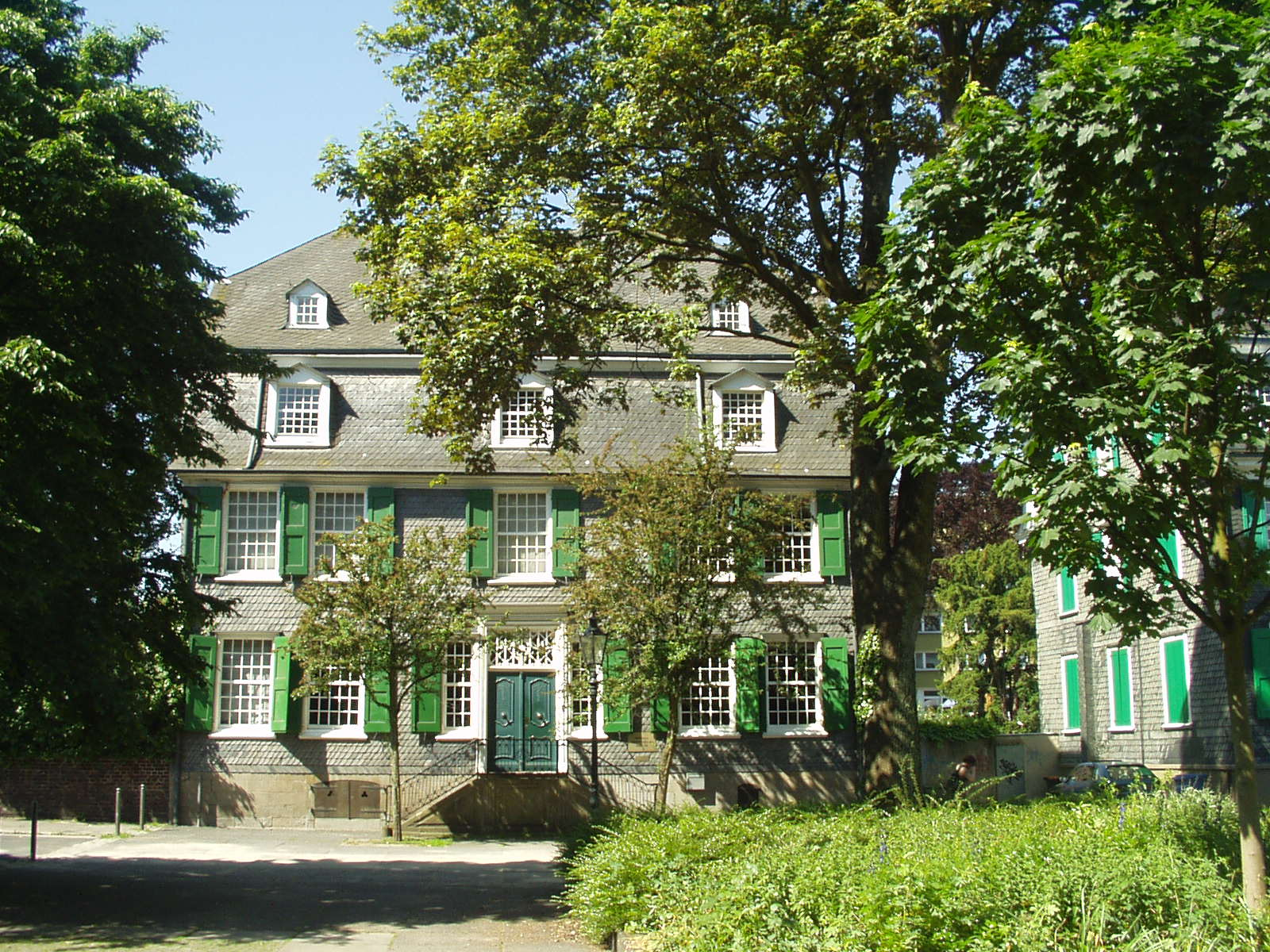
Das Engels-Haus, Teil des Museums und Sitz von dessen Verwaltung

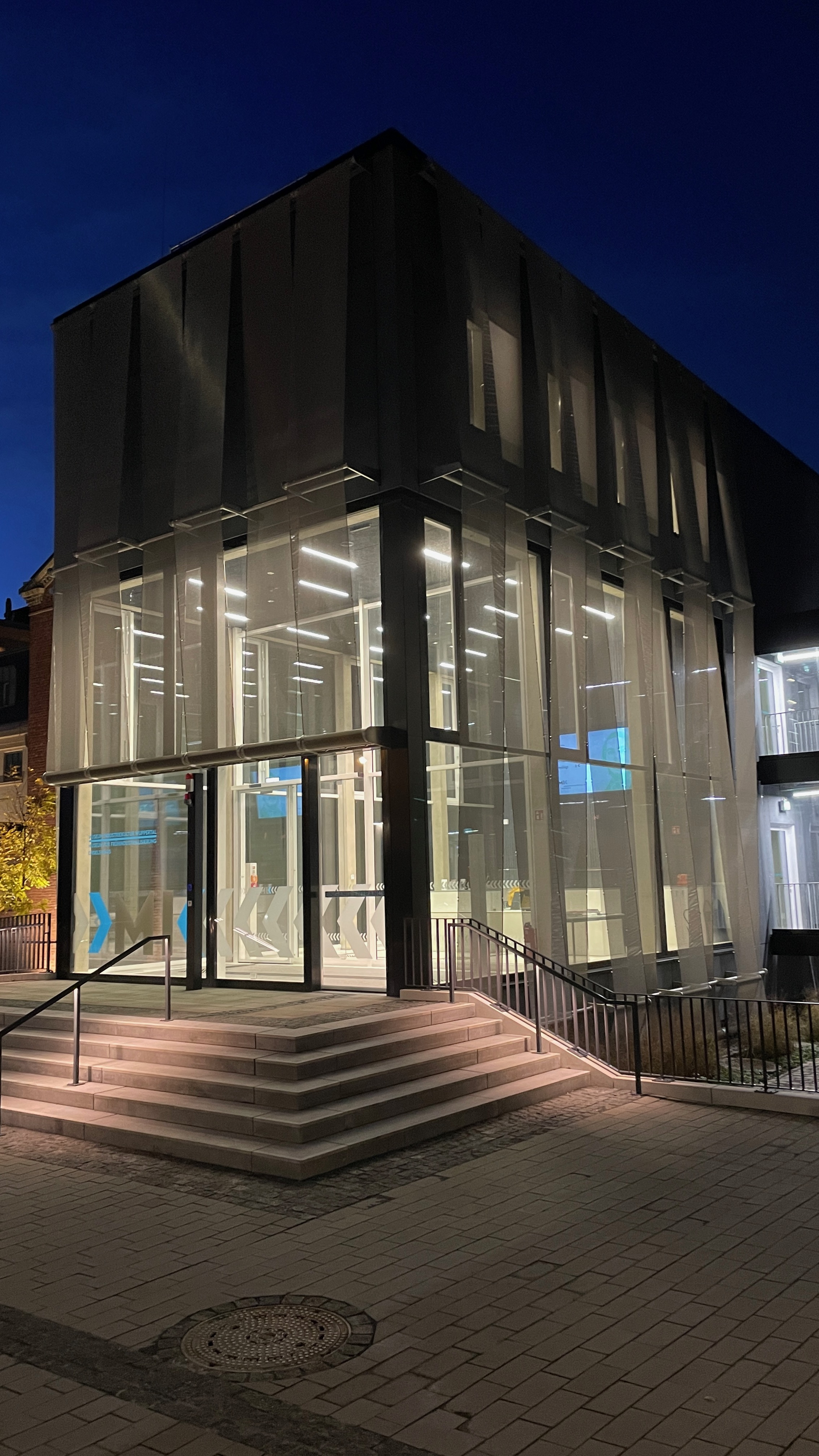
Besucherzentrum Museum Industriekultur Wuppertal

Das Museum Industriekultur Wuppertal ist die museale Dachmarke des Zentrums für Stadtgeschichte und Industriekultur, ein Stadtbetrieb der Stadt Wuppertal (bis Anfang 2020: Historisches Zentrum). Das Zentrum für Stadtgeschichte und Industriekultur Wuppertal umfasst organisatorisch das Museum Industriekultur Wuppertal und das Stadtarchiv Wuppertal. Zusammen bilden sie das historische und kulturelle Gedächtnis der Stadt Wuppertal.

## Beteiligte Museen
Das Museum Industriekultur Wuppertal umfasst organisatorisch vier Museen, das Engels-Haus, das Museum für Frühindustrialisierung, das Bandwebermuseum und den einige Kilometer entfernten Manuelskotten im Kaltenbachtal sowie das Industriedenkmal Kalktrichterofen. Das Museum für Frühindustrialisierung zeigt als industrie- und sozialgeschichtliches Museum die frühe Entwicklung der Industrie im Wuppertal mit ihren technik-, sozial-, wirtschafts- und mentalitätsgeschichtlichen Facetten. Der Museumsbesucher lernt das Wuppertal als frühe industrielle Pionierregion kennen, als ein Labor der Moderne. Das Museum für Frühindustrialisierung wurde 1983 in den Räumen der Kannegießerischen Fabrik gegründet und 2004 mit einer neu konzipierten Dauerausstellung in der benachbarten Remise erheblich erweitert.
In der Dauerausstellung des Engels-Hauses wird Leben und Werk des Mitbegründers des wissenschaftlichen Sozialismus, Friedrich Engels gezeigt. Das 1775 erbaute Engels-Haus ist das Wohnhaus seines Großvaters. Zudem bietet das Engels-Haus einen Einblick in die bürgerliche Alltagskultur der pietistischen Unternehmerfamilie Engels. Gegründet wurde es 1970 als Historisches Zentrum/Engels-Haus.
Der Manuelskotten ist der letzte mit einem Wasserrad betriebene Schleifkotten in Wuppertal. Mit finanzieller Hilfe der NRW-Stiftung und unter Mithilfe des Fördervereins Manuelskotten e. V. kam der einer der ältesten heute noch arbeitenden Schleifkotten im Bergischen Land als lebendiges Museum zum Museum Industriekultur Wuppertal. Im Manuelskotten wird auch heute noch gewerblich geschliffen und geschärft. Eine Ausstellung zeigt die Geschichte der Nassschleiferei im Bergischen Land.
Die Dauerausstellung des Bandwebermuseum umfasst über 100 Jahre Bandweberei und Riemendreherei mit funktionierenden Webstühlen, Riementischen und anderen Maschinen, Produkten alter und neuer Art, Dokumenten, Modellen und vielem mehr. Kernstück der Ausstellung ist die Hausbandweberstube alten Stils, die das Leben einer Bandweberfamilie im ersten Viertel des 20. Jahrhunderts veranschaulicht. Nach dem Umzug des Bandwebermuseums in das Goldzack-Gebäude wurde dieses 2021 organisatorisch an das Museum Industriekultur angegliedert.
Der Kalktrichterofen am Eskesberg wurde um 1850 errichtet und dokumentiert die Anfänge der industriellen Kalkerzeugung in Wuppertal.
2018 wurde der Engelspavillon zwischen Haus Röhrig und Bundesstraße 7 eröffnet, der Informationen für Besucher zu Leben und Werk von Friedrich Engels anbietet. Er dient bis zur Errichtung des im Bau befindlichen Besucherzentrums als zentrale Anlaufstelle für Besucher und Touristen. Als Übergangsstandort wurde im August 2018 zudem das Kontor 91 in der Barmer Innenstadt eröffnet. Im April 2024 wurde das neue Besucherzentrum in Betrieb genommen. Es vereinigt zentrale Funktionen für das Museums für Frühindustrialisierung / Engels-Haus wie Kasse, Garderobe, Sanitärbereich sowie den Veranstaltungsraum „Engels-Forum“. Gleichzeitig verbindet es über Stege das Museum für Frühindustrialisierung mit dem Engels-Haus.
Anfang Dezember 2019 wurde bekannt gegeben, dass die Bezeichnung Historisches Zentrum zu Beginn des Engels-Jahres im Februar 2020 aufgegeben wird. Der Stadtbetrieb Historisches Zentrum wurde in Zentrum für Stadtgeschichte und Industriekultur umbenannt.
Bis zum Ruhestand im Frühjahr 2008 leitete Michael Knieriem das Historische Zentrum, auf ihn folgte der Historiker Eberhard Illner. Seit Mai 2018 wird das Zentrum für Stadtgeschichte und Industriekultur von Lars Bluma geleitet.